# 熊本縣立裝飾古墳館

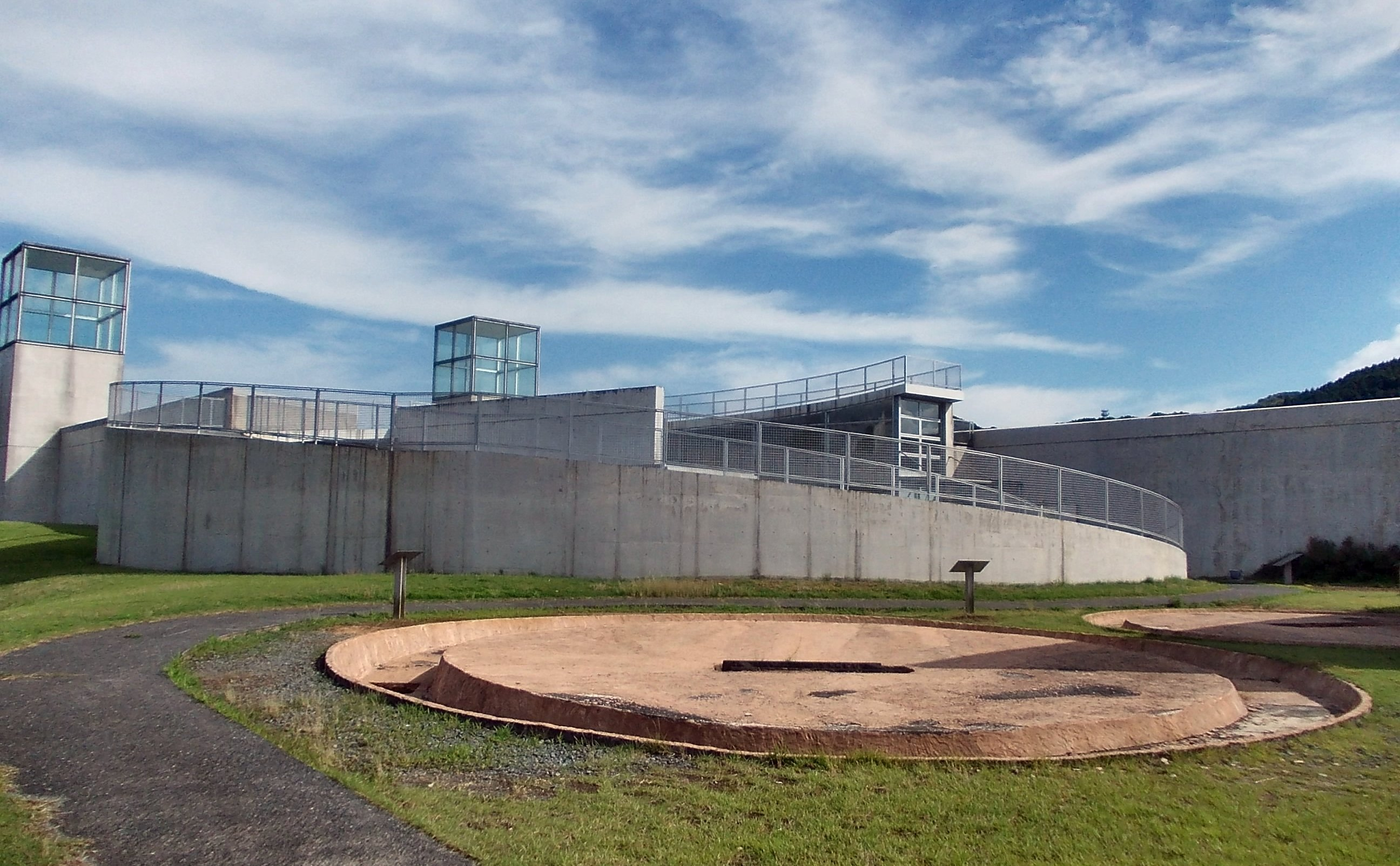

熊本縣立裝飾古墳館（日语：熊本県立装飾古墳館）是位於熊本縣山鹿市鹿央町的一間考古學博物館。建於國家指定史蹟岩原古墳群的一角，周邊環繞著縣指定史蹟岩原橫穴墓群。

## 裝飾古墳
裝飾古墳（英語：mounded tomb with decorated chamber walls）意思為內部石室、石棺、或是橫穴墓壁面當中有壁畫、文字等圖樣的古墳。日本全境約有660座，其中有30%位於熊本縣，數量為日本第一。

## 沿革
文化廳於1979年提倡的「風土記之丘」計畫下，指定熊本縣菊池川流域的山鹿市、鹿本郡鹿央町（現‧山鹿市）、玉名郡菊水町（現‧和水町）三個地區，以「肥後古代之森」的名義進行整備工程。熊本縣立裝飾古墳館作為中心設施於1992年4月15日開館。建築設計是由建築設計師「安藤忠雄」所擔任。

## 設施

### 本館
- 常設展示室

展示介紹熊本縣菊池川流域的遺跡、出土品。
- 第二常設展示室

展示介紹山鹿、鹿央、菊水的遺跡、出土品。
- 企劃展示室

一年舉辦兩次的企劃展、特別展。
- 裝飾古墳室

展示熊本縣菊池川流域12座古墳的精密複製品。
- 試映室

播放3D影片等。
- 一樓大廳

修復土器挑戰區、捐贈區
- 室外展示場

展示舟形石棺、複製品等。
- 展望所

可以遠眺岩原古墳群。

### 別館（實習棟）
可以體驗製作勾玉以及生火。夏天還可以體驗居住古代住居。
- 體驗學習室
- 集體學習室
- 室外體驗廣場

## 交通

### 巴士
- 從熊本市出發：熊本交通中心搭乘產交巴士「山鹿行き」。（換車）山鹿巴士中心搭乘產交巴士「米の岳経由玉名行き」在「縣立裝飾古墳館入口」下車。徒步約15分鐘。（約1小時40分）
- 從玉名市出發：玉名站搭乘產交巴士「米の岳経由山鹿行き」在「縣立裝飾古墳館入口」下車。徒步約15分鐘。（約1小時10分）

### 自駕
- 九州自動車道菊水交流道：約15分。
- 九州自動車道植木交流道：約15分。
- 從熊本市出發可經由國道3號：約60分。

## 分館
- 歷史公園鞠智城‧溫故創生館 - 建於熊本縣鹿本郡菊鹿町（現‧山鹿市）和菊池市間的國家史蹟「鞠智城」的一角。

## 外部連結
- 熊本県立装飾古墳館 （页面存档备份，存于）（日文）

32°59′37″N 130°40′11″E / 32.99367°N 130.66969°E